# 波松·布帕萬
波松·布帕萬（寮語： Bouasone Bouphavanh，1954年6月3日—），寮國前政府總理，生于沙拉湾省。1994－1996年，任总理府副部长、总理府办公厅副主任，后任人民革命党中央办公厅主任，2003－2006年，任政府常务副总理。在2006年6月8日接替本揚·沃拉吉，擔任政府總理一職。
2010年12月23日，波松·布帕萬突然辭職，由通邢·塔马冯接替他擔任寮國政府總理。